# Lonely Nights
«Lonely Nights» es el primer sencillo del segundo álbum You Want It, You Got It del cantante canadiense Bryan Adams.
Esta canción se caracteriza por ser la precursora del ritmo tomado por Adams para la realización de sus siguientes composiciones, tal es el caso del sencillo «Run to You» del álbum Reckless de 1984, el ritmo de "Lonely Nights" y de "Run To You" son muy parecidos, solo basta escuchar ambas canciones y se dará uno cuenta de lo parecidas que son las introducciones de ambos sencillos.
«Lonely Nights» rompió récord en el noreste de América, mucho antes de que se rompiera en otro sitio, en parte debido a un par de DJs de la noche trabajando en Rochester, Albany y Syracuse. Dentro de unos meses el álbum había sido adquirida en todo el país y Adams fue pronto de gira haciendo los clubes y conciertos de mediodía a las estaciones de radio, así como el apoyo a actos como The Kinks y Foreigner.
El sencillo fue también interpretado y grabado por Uriah Heep.
- Datos: Q5978691